# Il compromesso
Il compromesso (The Arrangement) è un film del 1969 diretto da Elia Kazan.
È un film drammatico statunitense con Kirk Douglas, Faye Dunaway e Deborah Kerr. È basato sul romanzo The Arrangement dello stesso Kazan.

## Trama
Un pubblicitario di successo rischia l'esaurimento nervoso per ragioni familiari e professionali.

## Produzione
Il film fu diretto, sceneggiato e prodotto da Elia Kazan per la Athena Productions e girato a New York e a Los Angeles.

## Distribuzione
Il film fu distribuito con il titolo The Arrangement negli Stati Uniti dal 18 novembre 1969 al cinema dalla Warner Brothers.
Alcune delle uscite internazionali sono state:
- in Svezia il 26 dicembre 1969 (Uppgörelsen)
- in Norvegia il 27 gennaio 1970
- in Finlandia il 6 febbraio 1970 (Tilinteko)
- in Germania Ovest il 26 febbraio 1970 (Das Arrangement)
- in Danimarca il 1º giugno 1970 (Ordnede forhold)
- in Messico il 24 settembre 1970 (El arreglo)
- in Spagna il 7 dicembre 1970
- in Turchia nel marzo del 1972
- in Cecoslovacchia il 22 giugno 1973 (Tichá dohoda)
- in Canada (L'arrangement)
- in Francia (L'arrangement)
- in Spagna (El compromiso)
- in Brasile (Movidos Pelo Ódio)
- in Polonia (Uklad)
- in Italia (Il compromesso)

## Promozione
La tagline è: "The girl knew about the wife. The wife knew about the girl. It was all part of the arrangement".

## Critica
Secondo Il Morandini il film, "diseguale e discontinuo, come il folto romanzo dello stesso E. Kazan da cui deriva, ha il torto di essere un arrangement tra intellettuale e popolare, tra impegno critico e prodotto di campagna".
Secondo Leonard Maltin il film è "lento e noioso" e il "buon cast finisce direttamente in pattumiera". Si segnala il ruolo "avvilente" della Kerr".
Paolo Mereghetti:
«riflessioni autobiografiche su una vita tormentata e densa di contraddizioni, segnata irreparabilmente dal tradimento» *** 